# Jamel Atrous
Pour le footballeur français, voir Samuel Atrous.
Jamel Atrous (arabe : جمال العتروس), né à Tunis, est un homme d'affaires et une personnalité du football national tunisien.

## Biographie
Jamel Atrous appartient à la famille Atrous, concessionaire exclusif d'Isuzu, Opel et Chevrolet en Tunisie,.
À la suite de la désignation d'Atrous, celui-ci est évincé avant l'entame de la saison et remplacé par Chérif Bellamine. Le club remporte avec lui le championnat de Tunisie masculin de handball.
En janvier 2011, la défaite face à l'Espérance sportive de Zarzis au stade olympique d'El Menzah pendant la révolution et la pression des supporters entraînent la démission de Balti (président par intérim) qui convoque une assemblée générale durant laquelle la situation serait éclaircie. Après la fuite de la famille Trabelsi et du président déchu, Zine el-Abidine Ben Ali, le Club africain tient une assemblée générale élective le 25 février : Jamel Atrous est élu président à cette occasion. Il est remplacé par Slim Riahi le 16 juin 2012.
Le 16 novembre 2012, il est victime d'un accident vasculaire cérébral.
En décembre 2014, il annonce son soutien à Béji Caïd Essebsi en vue de l'élection présidentielle.